# Ottawa (Illinois)
Ottawa é uma cidade localizada no estado americano de Illinois, no Condado de La Salle.

## Demografia
Segundo o censo americano de 2000, a sua população era de 18.307 habitantes.
Em 2006, foi estimada uma população de 19.058, um aumento de 751 (4.1%).

## Geografia
De acordo com o United States Census Bureau tem uma área de
19,9 km², dos quais 19,0 km² cobertos por terra e 0,9 km² cobertos por água. Ottawa localiza-se a aproximadamente 183 m acima do nível do mar.

## Localidades na vizinhança
O diagrama seguinte representa as localidades num raio de 20 km ao redor de Ottawa.